# Boneau
Boneau és una concentració de població designada pel cens dels Estats Units a l'estat de Montana. Segons el cens del 2000 tenia 190 habitants.

## Demografia
Segons el cens del 2000, Boneau tenia 190 habitants, 42 habitatges, i 40 famílies. La densitat de població era de 31,9 habitants per km².
Dels 42 habitatges en un 83,3% hi vivien nens de menys de 18 anys, en un 54,8% hi vivien parelles casades, en un 35,7% dones solteres, i en un 2,4% no eren unitats familiars. En el 2,4% dels habitatges hi vivien persones soles el 2,4% de les quals corresponia a persones de 65 anys o més que vivien soles. El nombre mitjà de persones vivint en cada habitatge era de 4,52 i el nombre mitjà de persones que vivien en cada família era de 4,39.
Per edats la població es repartia de la següent manera: un 56,3% tenia menys de 18 anys, un 5,3% entre 18 i 24, un 31,1% entre 25 i 44, un 5,8% de 45 a 60 i un 1,6% 65 anys o més.
L'edat mediana era de 13 anys. Per cada 100 dones de 18 o més anys hi havia 76,6 homes.
La renda mediana per habitatge era de 21.750 $ i la renda mediana per família de 19.688 $. Els homes tenien una renda mediana de 26.250 $ mentre que les dones 30.313 $. La renda per capita de la població era de 5.200 $. Aproximadament el 51,2% de les famílies i el 44% de la població estaven per davall del llindar de pobresa.

## Poblacions més properes
El següent diagrama mostra les poblacions més properes.